# フェルディナン・ゲルドリ
ジョゼフ・フェルディナン・ゲルドリ（フランス語: Joseph Ferdinand Gueldry, 1858年5月21日 - 1945年2月17日) は、フランスの画家、イラストレーターである。ボート競技、ボートを楽しむ人々、工場で働く人々を描いた作品で知られている。

## 略歴
パリのアムロ通り(Rue Amelot)の家でアルザス出身の両親のもとに生まれた。13歳のころには絵を描くようになり両親も画家になることを勧めた。1874年にパリ国立高等美術学校に入学し、ジャン＝レオン・ジェロームの学生になり、1876年まで学んだ。
このころ、ボート競技を楽しむようになり、優れた選手になった。マルヌ川で競技会を運営することを決め、パリ郊外のファナック島のジョアンヴィル＝ル＝ポンに仲間たちとマルヌ水上競技協会(Société Nautique de la Marne)を創立した。1881年に「ジョアンヴィルのレガッタ」という作品を描いた後、1880年代はボート競技とその観客や、ボート遊びを楽しむ人々を主に描いた。ヴァル＝ド＝マルヌ県のブリ＝シュル＝マルヌ(Bry-sur-Marne)にスタジオを開き、ボート選手としての練習をした。ボート競技の国際審判員を務め、イギリス、テムズ川でのボート競技を観戦し、テムズ川沿いの風景もも描いた。
画家としては1885年ころから働く人々のいる工場の室内を題材にするようになった。1889年にフランス芸術家協会の展覧会で3等のメダルを受賞した。1889年のパリ万国博覧会の展覧会と1900年のパリ万国博覧会の展覧会で銀メダルを受賞した。1908年にレジオンドヌール勲章（シュバリエ）を受勲した。1912年ストックホルムオリンピックの芸術競技の絵画部門に参加したが、メダルをとることはなかった。第一次世界大戦中は戦場の風景を描いた。1920年にフランス芸術家自由協会（Société libre des artistes français)という美術グループを主宰した。
1895年にセーヌ川救難士協会(Société des sauveteurs de la Seine)の副会長でパリの美術出版社を経営者のリシャール＝ガブリエル・モリス（Richard-Gabriel Morris）の娘と結婚した。
1945年にスイスのローザンヌで86歳で亡くなった。

## 作品

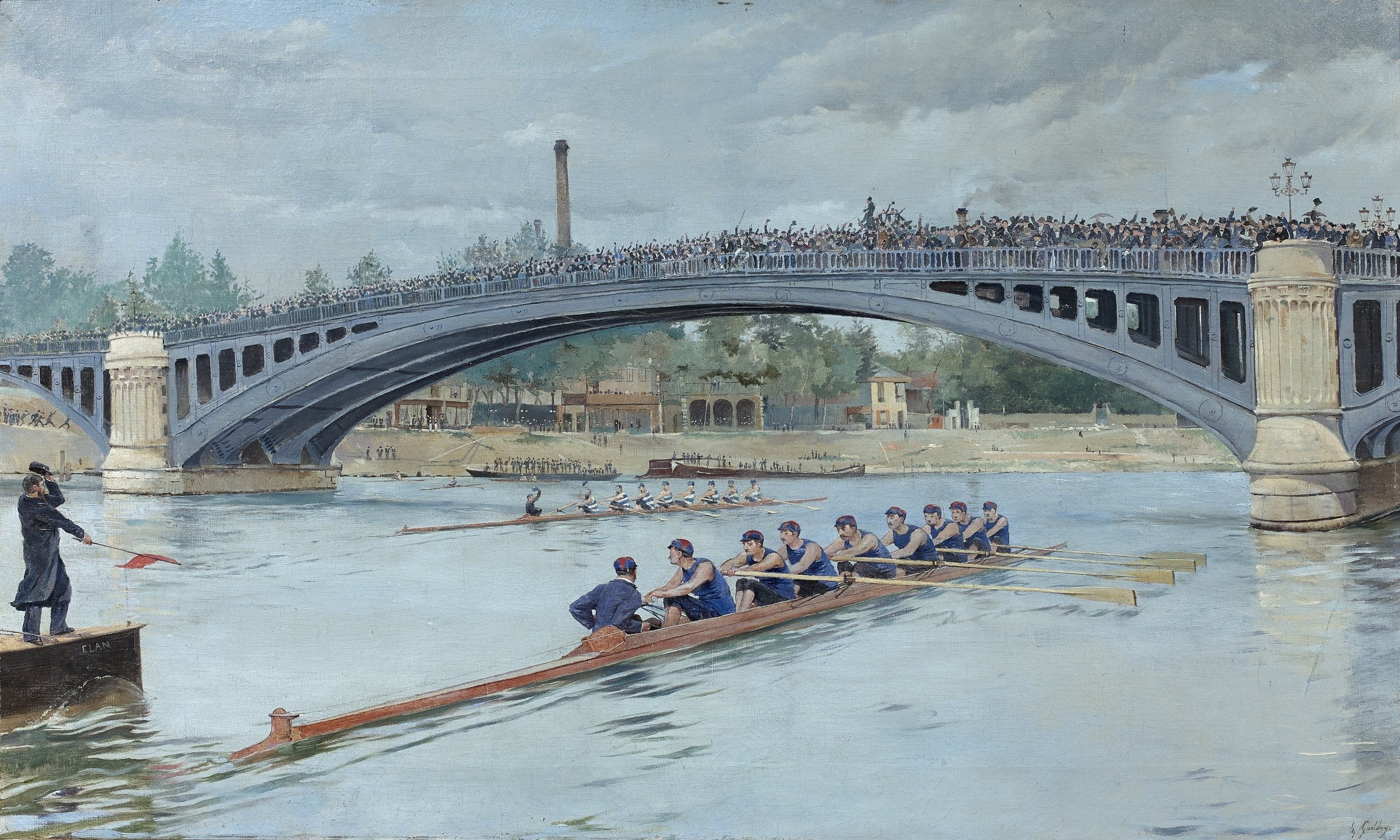
毎年開かれるボート競技大会 (1882)
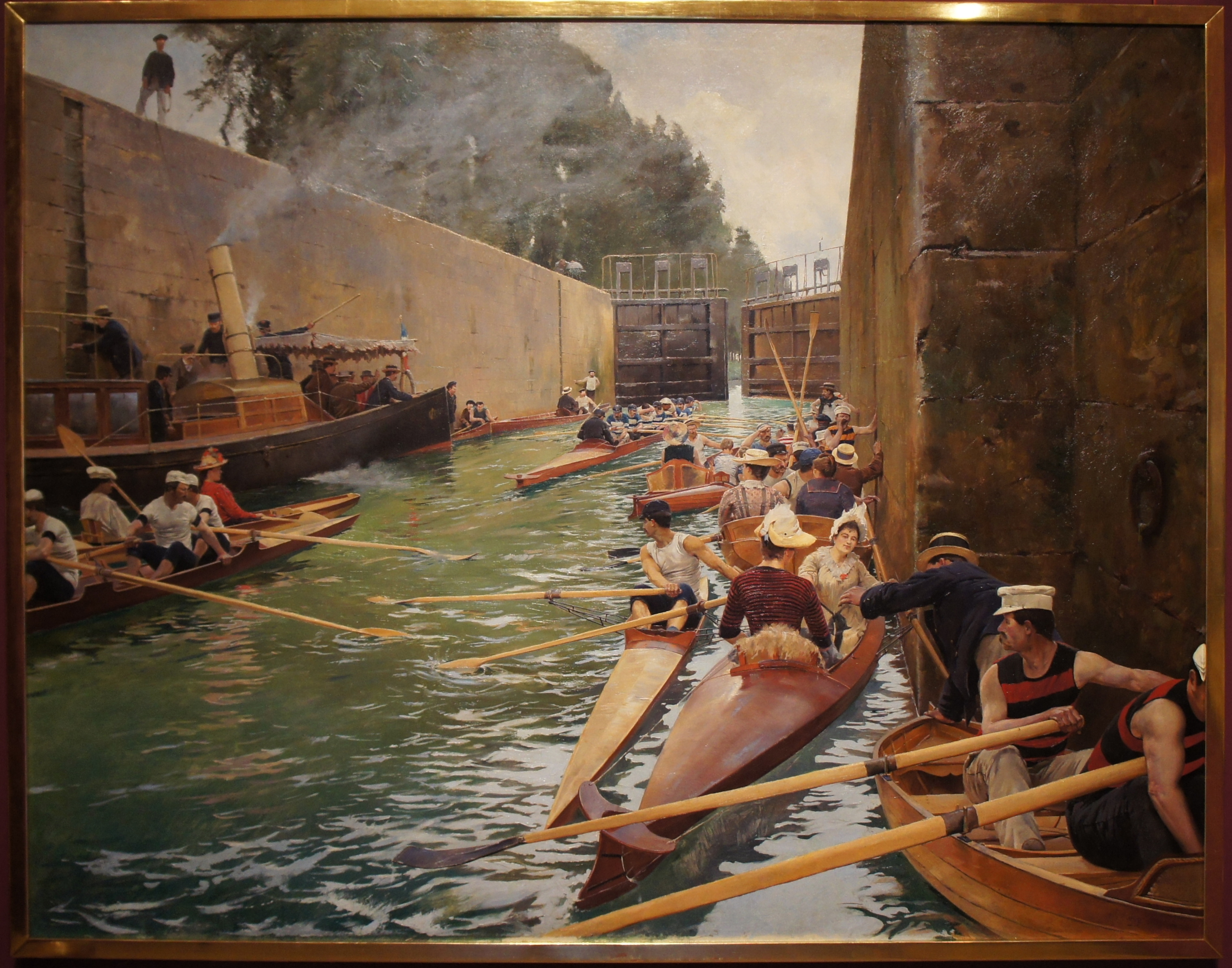
水門(L'Eclusée) (1888)
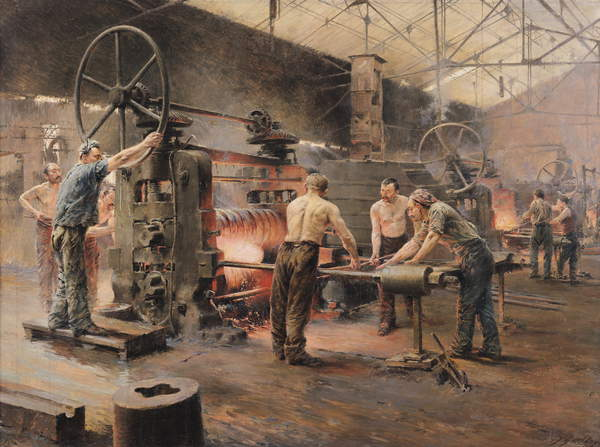
圧延工場 (c.1900)
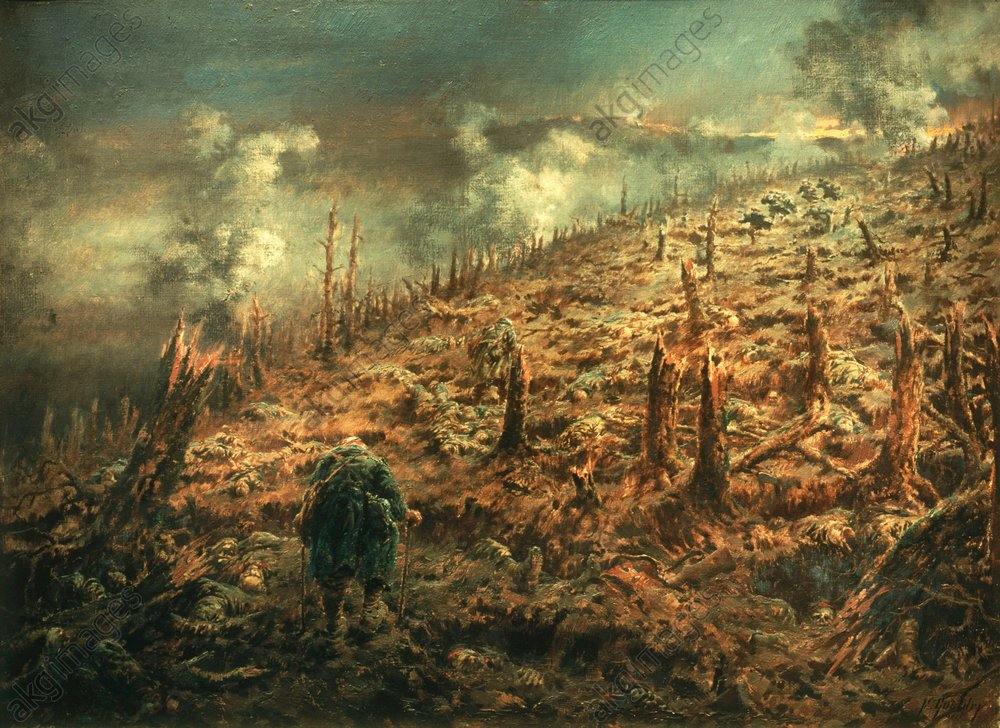
ヴェルダンの死の谷 (1916)